# Філімоніхін Геннадій Борисович
Геннадій Борисович Філімоніхін (*24 вересня 1964) — український учений у галузі прикладної механіки. Доктор технічних наук, професор. Академік АН ВШ України з 2006 р.

## Біографія
Народився у м. Ялта. Після закінчення у 1987 р. механіко-математичного факультету КДУ ім. Т. Г. Шевченка працює в Кіровоградському інституті с/г машинобудування (нині — Кіровоградський національний технічний університет, КНТУ) на посадах асистента, старшого викладача (1992), доцента (1993), професора (2005). У 1991 р. захистив дисертацію на здобуття ступеня кандидата фізико-математичних наук за спеціальністю «теоретична механіка», у 1995 р. присвоєне вчене звання доцента кафедри теоретичної механіки та опору матеріалів. У 2005 р. захистив дисертацію на здобуття ступеня доктора технічних наук за спеціальністю «динаміка та міцність машин», у 2006 р. присвоєне вчене звання професора кафедри деталей машин та прикладної механіки.

## Наукова діяльність
Наукові інтереси — в сфері вивчення автоматичного зрівноваження обертових тіл та динаміки маятникових автобалансирів.
Автор понад 185 наукових публікацій, серед яких монографія «Зрівноваження і віброзахист роторів автобалансирами з твердими коригувальними вантажами» (2005); 57 наукових статей, 19 патентів; 6 навчальних посібників з грифом МОН України, два з яких внесені в державний каталог 2003 р. «Освітні інновації у вищих навчальних закладах України»: «Опір матеріалів. Розв'язання задач з допомогою ПЕОМ» (2002) та «Розрахунок важільних і кулачкових механізмів за допомогою ПЕОМ» (2003).
Підготував 2 кандидатів наук.
Автор наукового сайту з автоматичного зрівноваження обертових тіл http://filimonikhin.narod.ru. 
Нагороджений премією НАН України для молодих учених у галузі механіки за 1997 р. за цикл наукових статей з динаміки маятникових автобалансирів і нагрудним знаком «За наукові досягнення» МОН України у 2006 р.